# Bernd Lohaus
Bernd Lohaus (Düsseldorf, 1940 – Anversa, 4 novembre 2010) è stato uno scultore, pittore e disegnatore tedesco.

## Biografia
Lohaus ha studiato dal 1963 al 1966 presso l'Accademia di Belle Arti di Düsseldorf dal professore Joseph Beuys. Dal 1964 al 1965, insieme a Panamarenko, Hugo Heyman e Wout Vercammen, ha curato la rivista New Happening.
Durante un viaggio in Spagna conobbe Anny De Decker, una professoressa di storia dell'arte, che sposò nel 1966. In seguito si trasferirono ad Anversa dove aprirono una galleria avantgarde nella loro casa: Wide White Space. Nella galleria allestirono importanti mostre di Marcel Broodthaers nel 1996 e Joseph Beuys nel 1967. Collaborarono, inoltre, insieme all'artista danese Henning Christiansen, aderente alla corrente Fluxus, con la famosa azione Eurasienstab. La galleria chiuse nel 1976.
Bernd Lohaus lavora principalmente con legno, pietre e carta. Per le sue opere spesso usa travi, aste, tavole e dadi di legno Azobe, il legno più duro dell'Africa occidentale. Nelle opere di Lohaus bisogna considerare l'importanza che l'artista dà alla relazione tra opera e ambiente circostante. Anche la lingua gioca un ruolo importante nelle opere. L'intervento artistico è indirizzato verso la semplicità e ridotto ad azioni sensibili. Le opere di Bernd Lohaus, infatti, nascono con l'influenza del movimento artistico del Fluxus, dell'Arte Povera, Arte minimale e materialismo, creando un nuovo stile a sé stante. 

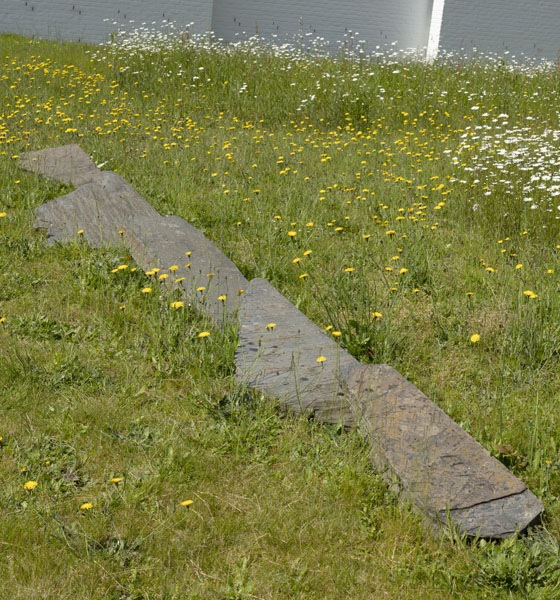
Wellen zur Hand gegebenes Echo (Museum Dhondt-Dhaenens)
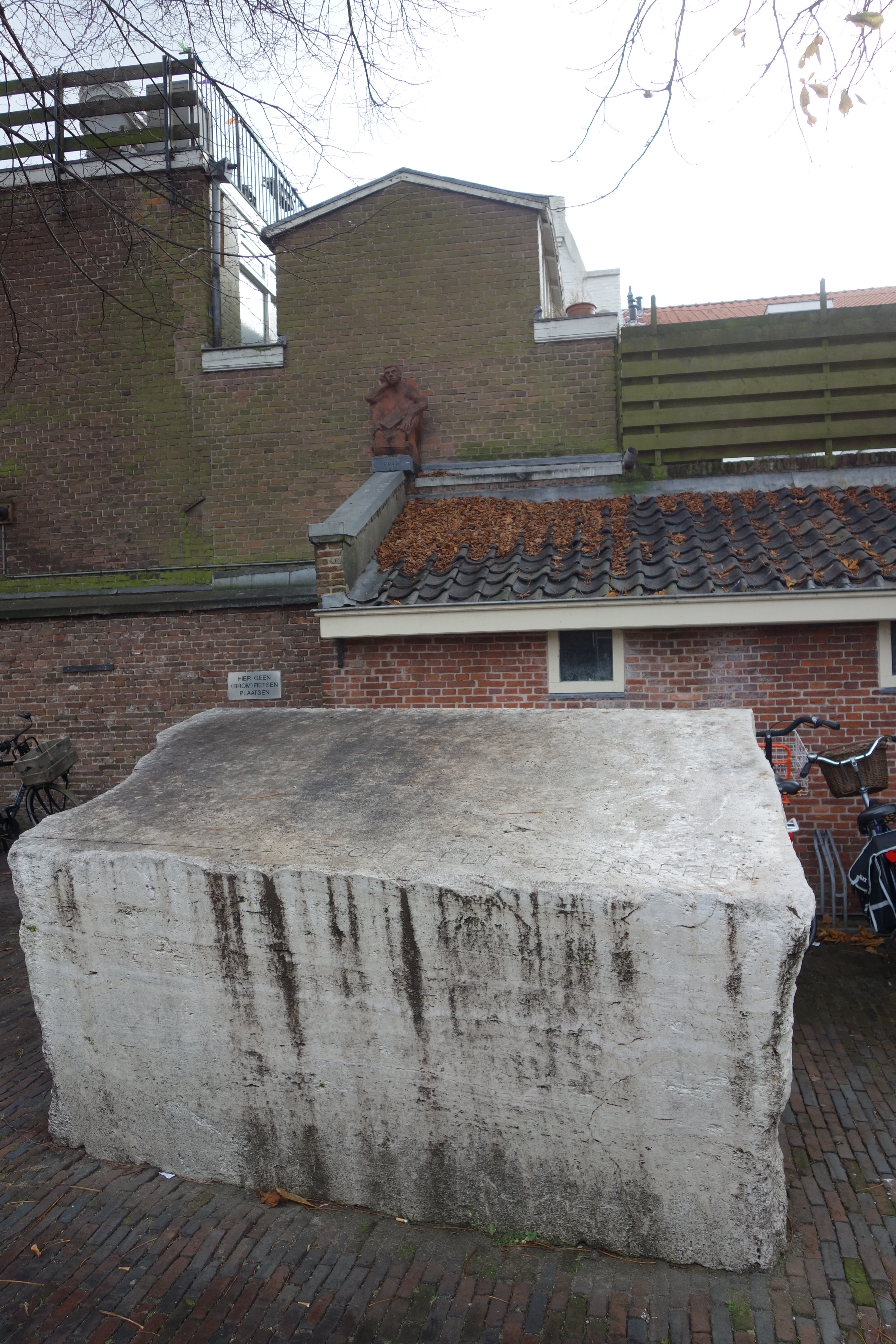
Zichzelf getroffen (Haarlem)
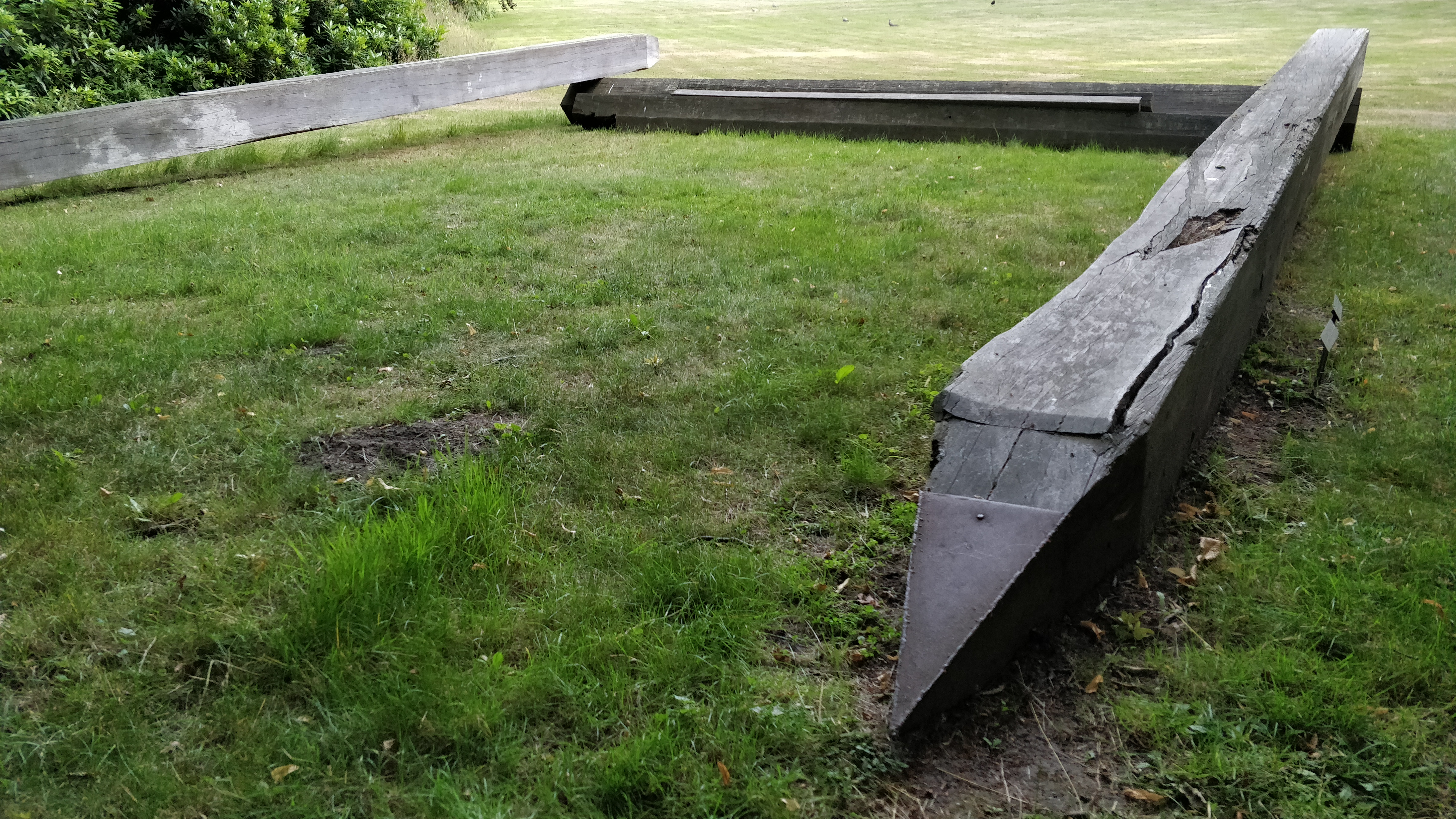
Zonder titel (Middelheimmuseum)

## Mostre (parziale)
- 1975 Biennale di Parigi
- 1982 Kunstmuseum Düsseldorf
- 1990 Kunsthalle Bielefeld
- 1992 documenta IX
- 1995 MuHKA, Museum voor Hedendaagse Kunst (Anversa)
- 1997 Museu d'Art Contemporani de Barcelona
- 2000 Königliches Museum der Schönen Künste (Anversa)
- 2005 SMAK, Stedelijk Museum voor Actuele Kunst (Gent)

## Cataloghi
- Bernd Lohaus, R.H. Fuch: Bernd Lohaus. Van Abbemuseum. Eindhoven 1979
- Bernd Lohaus: Wand. Kunstmuseum Düsseldorf 1980
- Bernd Lohaus 1973–1985. Katalog zur Ausstellung im Palais des Beaux-Arts des Bruxelles. Dewarichet. Brüssel 1985
- Bernd Lohaus und Jan Foncé: Bernd Lohaus. Museum van Hedenaagse Kunst. Antwerpen 1996
- H. Martens, Bernd Lohaus, R. Balau: Bernd Lohaus 1998–2005. Stedelijk Museum voor Actuele Kunst. Gent 2005